# Basketball Champions League Best Young Player
Il Basketball Champions League Best Young Player è il premio conferito dalla Basketball Champions League al miglior giovane della regular season.

## Vincitori
| Stagione  | Nazionalità | Giocatore          | Squadra             |
| --------- | ----------- | ------------------ | ------------------- |
| 2016-2017 | Turchia     | Furkan Korkmaz     | Banvit              |
| 2017-2018 | Lituania    | Arnoldas Kulboka   | Orlandina           |
| 2018-2019 | Israele     | Tamir Blatt        | Hapoel Gerusalemme  |
| 2019-2020 | Spagna      | Carlos Alocén      | Casademont Zaragoza |
| 2020-2021 | Francia     | Yoan Makoundou     | Cholet              |
| 2021-2022 | Italia      | Giordano Bortolani | Treviso             |
| 2022-2023 | Turchia     | Sadık Emir Kabaca  | Galatasaray         |
| 2023-2024 | Francia     | Tidjane Salaün     | Cholet              |
| 2024-2025 | Francia     | Nolan Traoré       | Saint-Quentin       |